# Amblyseius vasiformis
Amblyseius vasiformis är en spindeldjursart som beskrevs av Moraes och Mesa 1991. Amblyseius vasiformis ingår i släktet Amblyseius och familjen Phytoseiidae. Inga underarter finns listade i Catalogue of Life.